# Reinhold Regensburger
Reinhold Regensburger (geboren 10. Mai 1891 in Frankfurt am Main; gestorben 18. Dezember 1972 in Cambridge) war ein deutscher Richter.

## Leben
Reinhold Regensburger wuchs ab 1896 in Berlin auf und besuchte das Königliche Wilhelms-Gymnasium. Er studierte Rechtswissenschaften in München, Freiburg im Breisgau und Berlin und machte ein Dolmetscher-Diplom für Russisch, Serbo-Kroatisch und Bulgarisch am Seminar für Orientalische Sprachen in Berlin. Regensburger war von 1914 bis 1918 Kriegsfreiwilliger im Ersten Weltkrieg. Er wurde 1919 in Jena promoviert, machte 1923 das zweite Staatsexamen und wurde 1927 Amtsgerichtsrat am Arbeitsgericht Berlin. Ab 1929 war er Richter am Berliner Amtsgericht Mitte.
Nach der Machtübergabe an die Nationalsozialisten 1933 wurde er als Jude zwangsweise beurlaubt und erhielt 1934 ein Berufsverbot. Regensburger emigrierte im April 1939 nach Großbritannien und machte eine Ausbildung zum Bibliothekar. Von 1941 bis 1947 war er Assistant Librarian am Trinity College (Cambridge), danach war er arbeitslos, schlug sich mit Lehraufträgen in Klassischer Philologie und Hebräisch durch und assistierte David Diringer bei der Herausgabe zweier Bücher.

## Schriften (Auswahl)
- Bulgarisches Handelsrecht. Berlin : Institut f. d. Wirtschaftsverkehr mit Bulgarien, 1917
- Hans Lessing, Reinhold Regensburger,  Willy Unverfehrt: Scheckgesetz : vom 11. März 1908. München : Schweitzer, 1926
- Der Vorsitzende im arbeitsgerichtlichen Verfahren. Berlin: Springer, 1929
- David Diringer, Reinhold Regensburger: The illuminated book : its history and production. London : Faber & Faber, 1967
- David Diringer, Reinhold Regensburger: The Alphabet : a Key to the History of Mankind. London: Hutchinson, 1968